# Réensauvagement du Pléistocène
Le réensauvagement du Pléistocène est la réintroduction de la mégafaune du Pléistocène, ou d'équivalents écologiques existants, dans des écosystèmes actuels similaires. Cette notion est une extension du réensauvagement, une pratique visant à conserver et restaurer des écosystèmes fonctionnels et autonomes grâce à la réintroduction d'espèces.
Vers la fin de l'ère du Pléistocène (il y a environ 13 000 à 10 000 ans), presque toute la mégafaune d'Eurasie, d'Australie et des Amériques s'est éteinte, un évènement nommé l'extinction du Quaternaire. Suivant cette disparition de nombreux herbivores et prédateurs, beaucoup de niches écologiques importantes sont devenues vacantes. Selon le biologiste australien Tim Flannery, « depuis l’extinction de la mégafaune il y a 13 000 ans, le continent a une faune gravement déséquilibrée ». Par exemple, ce déséquilibre force les gestionnaires des parcs nationaux d'Amérique du Nord à recourir à l'abattage pour maintenir la population d'ongulés sous contrôle,.
Paul S. Martin, paléontologue américain à l'origine de l'hypothèse sur la surexploitation anthropique de la mégafaune du Pléistocène, affirme que les écosystèmes actuels d'Amérique du Nord ne fonctionnent pas correctement en l'absence de leur mégafaune endémique, car une grande partie de la flore et de la faune indigènes a évolué sous l'influence de ces grands mammifères,,.

## Implications écologiques et évolutives
Des recherches ont montrés que les interactions biologiques entre espèces jouent un rôle crucial dans le succès des projets de conservation. Les communautés biologiques où les espèces ont évolué en interdépendance avec la mégafaune du Pléistocène (désormais éteinte) risque à présent de s'effondrer,. La majorité des mégafaunes actuelles sont menacées d'extinction, alors qu'elles ont un impact important sur les écosystèmes qu'elles occupent, confirmant l'idée que les communautés biologiques et les grands mammifères ont évolué de façon complémentaire. La réintroduction de la mégafaune en Amérique du Nord pourrait préserver la mégafaune actuelle, tout en remplissant des niches écologiques qui sont restées vacantes depuis le Pléistocène.

## Implications climatiques
En réintroduisant de larges herbivores, les niveaux de gaz à effet de serre pourraient être réduits. Les pâtureurs pourraient également réduire la fréquence et l'intensité des incendies en mangeant la végétation inflammable, ce qui participerait à réduire les émissions de gaz à effet de serre, les niveaux d'aérosols dans l'atmosphère et modifierait l'albédo de la planète. Le broutage et le pâturage accélèrent également le cycle des nutriments, ce qui peut augmenter la productivité locale des plantes et maintenir la productivité de l'écosystème, en particulier dans les biomes herbeux,. La mégafaune contribue également au stockage du carbone. La disparition de la mégafaune frugivore pourrait entraîner une réduction de 10 % du stockage du carbone dans les forêts tropicales.
Sergey Zimov, un scientifique russe partisan du réensauvagement du Pléistocène, soutient que cela restaurerait la steppe à mammouths, ralentissant la fonte du pergélisol arctique et le réchauffement climatique. Zimov affirme que l'écosystème de steppe à mammouths s'est effondré en raison de la chasse anthropique excessive, et non pas à cause du changement climatique naturel. Il a créé le Parc du Pléistocène en Sibérie et le Wild Field en Russie européenne, dans le but d'étudier la restauration des prairies par la réintroduction d'animaux de la steppe à mammouth ou de leurs équivalents,.
Les chevaux iakoutes, les rennes, les bisons d'Europe, les bisons des plaines, les yacks domestiques, les élans et les chameaux de Bactriane ont été réintroduits au Parc du Pléistocène. Une réintroduction est également prévue pour les saïgas, les bisons des bois et les tigres de Sibérie. Ce projet reste cependant controversé - une lettre publiée dans Conservation Biology a accusé les partisans du réensauvagement du Pléistocène de promouvoir des « écosystèmes Frankenstein », déclarant que « le plus gros problème n'est pas la possibilité de ne pas restaurer les interactions biologiques perdues, mais plutôt le risque de créer de nouvelles interactions non désirées».